# سقطرا
جزایر سُقُطرا یا سُکوترا (به عربی: سُقُطریٰ) مجمع‌الجزایری است که در باختر اقیانوس هند، میان دو قارهٔ آسیا و آفریقا و در دهانهٔ خلیج عدن قرار دارد. این جزایر از آن کشور یمن است. از سال ۲۰۱۸ این جزیره تحت کنترل نیرو های وابسته به امارات قرار دارد.

## نام
بر پایهٔ رهنامهٔ دریای اریتره این نام ریشه یونانی ندارد ولی ممکن است از نام سوکوترا از واژهٔ سانسکریتی دویپا ساخادراوا (dvipa sakhadrava) به معنای جزیرهٔ شادکامی گرفته شده باشد. گمانه دیگر آن است که از زبان عربی و واژهٔ سوق به معنی بازار و قوطرا به معنی شیرهٔ کندر آمده باشد.

## تاریخ
جزایر سقطرا در دوران باستان دیوسکوریدس (Dioscorides) نامیده می‌شد و برای یونانیان، مصریان و رومیان شناخته‌شده بود. در انجیل نیز نام این جزایر آمده است. مردمان جزیره مدت‌ها پیرو آیین مسیحیت نسطوری بودند که در سدهٔ شانزدهم به کیش اسلام گرویدند.
در قدیم مسافران سرزمین‌های آفریقایی از راه جزیره سقطرا عبور می‌کردند و بیشتر مردمان آن مسیحیان عرب بودند. آنچه آنها را به سکونت در این جزیره جذب می‌کرد ماده‌ای به نام صَبـِر و خون سیاوشان بود. این ماده، صمغ درختی بود که جز در این جزیره در جای دیگر نمی‌رویید. حتی ارسطو در نامه‌ای که به اسکندر مقدونی در هنگام ورود به شام فرستاد، توصیه کرد که گروهی از یونانیان را به‌منظور به دست آوردن خون سیاوشان که برای داروی مسهل استفاده می‌شود در این جزیره سکونت دهد. هنگامی که اسکندر به این جزیره رسید شماری از یونانیان شهر استاگیرا (شهر ارسطو) را با کشتی‌هایی که به دریای قُلزُم روانه کرد در این جزیره سکنی داد.
در زمان چیرگی روم بر مصر و دریای سرخ، شمار زیادی از رومیان در این جزیره ساکن شدند و بر قبایل بربر و یونانیان دوره اسکندر و عرب‌های نصرانی پیروز شدند:آنها در این جزیره عنبر و صبر سقطری فراوان به دست می‌آوردند و به روم صادر می‌کردند. رومیان تا دوره اسلامی هنوز در این جزیره به بهره‌برداری این مواد مشغول بودند و بازرگانی این کالاها در دست آنها بود.
آلبوکرک دریاسالار پرتغالی این جزایر را در سال ۱۵۰۷ میلادی گشود، اما در سال ۱۵۱۱، سلطان مَهره این جزایر را از فرمان پرتغال خارج ساخت. در سال ۱۸۸۶ جزایر سُقُطرا به تصرف بریتانیا درآمد. بریتانیا از این جزیره به عنوان یک پایگاه دریایی استفاده می‌کرد؛ که پس از استقلال دولت یمن جنوبی به این کشور واگذار شد.

## جغرافیا
مجمع‌الجزایر سقطرا، در برگیرندهٔ جزیره‌های مرجانی سقطرا، عبدالکوری، سمهه، درسه و چندین جزیرهٔ کوچک‌تر است، که روی هم رفته ۳٬۶۲۵ کیلومتر مربع پهناوری دارند. فاصلهٔ این جزایر تا کرانه‌های خاک اصلی یمن ۳۴۰ کیلومتر و تا کرانه‌های کشور سومالی ۲۵۰ کیلومتر می‌باشد. دو جزیرهٔ سمهه و درسه به جزایر برادر (الإخوان) نیز نامی هستند.

### اقلیم و آب و هوا
میزان بارندگی ناچیز است، به همین سبب کشاورزی به سختی انجام می‌گیرد.

### بوم‌شناسی

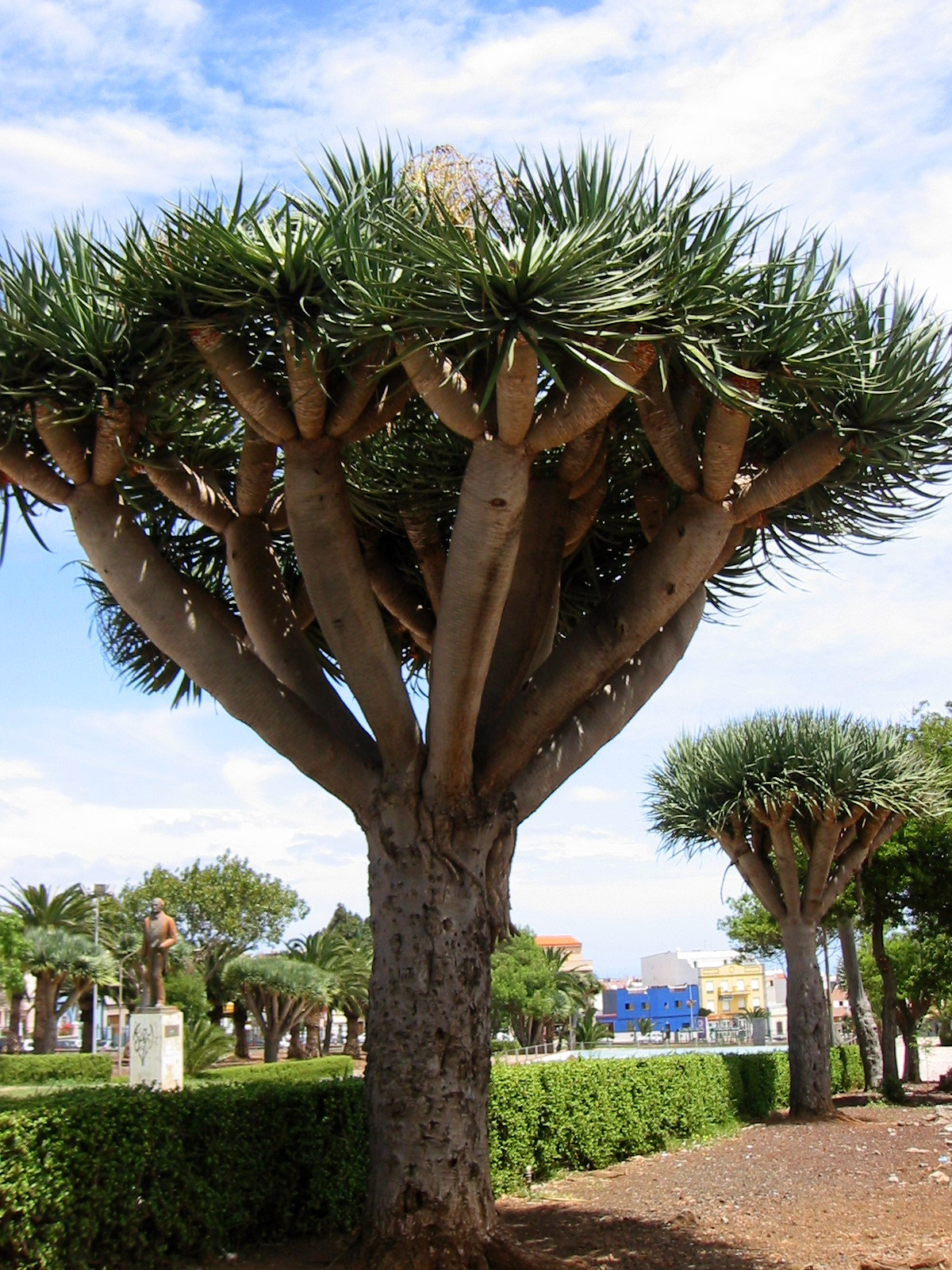
درخت خون سیاوشان که بومی سقطرا است.

جزایر سقطرا، زیست‌بومی بسته است، به همین دلیل گونه‌های جانوری و گیاهی منحصر به فردی دارد. نزدیک به یک سوم جانداران این جزایر، تنها در همان‌جا یافت می‌شوند. گونه‌ای درخت که به خون سیاوشان یا خون اژدها نامی است، در این منطقه فراوان دیده می‌شود.

## مردم
نزدیک به ۶۰,۰۰۰ نفر ( برآورد سال ۲۰۲۴ ) در این جزایر زندگی می‌کنند که بیشتر سامی‌تبار هستند. ایشان به زبان عربی و به گویش سقطری سخن می‌گویند که به برخی از گویش‌های رایج در یمن نزدیک است.